# Fluoresceína (uso médico)
 La fluoresceína se usa para ayudar en el diagnóstico de una serie de problemas oculares.  Cuando se aplica una gota en una tira de papel sobre el ojo o directamente en la superficie del ojo, se utiliza para ayudar a detectar lesiones oculares como cuerpos extraños y abrasiones corneales.  Cuando se administra por vía oral o se inyecta en una vena, se utiliza para ayudar a evaluar los vasos sanguíneos en la parte posterior del ojo mediante la angiografía con fluoresceína. 
Cuando se aplica a la superficie de los ojos, los efectos secundarios pueden incluir un breve período de visión borrosa y decoloración de los lentes de contacto de tipo blando.  Cuando se administra por vía oral o por inyección, los efectos secundarios pueden incluir dolor de cabeza, náuseas y un cambio en el color de la piel durante un breve período de tiempo. Las reacciones alérgicas ocurren raramente.  La fluoresceína es un tinte que es absorbido por la córnea dañada, de manera que el área aparece verde bajo luz azul cobalto.  También hay una versión que viene premezclada con lidocaína. 
La fluoresceína se fabricó por primera vez en 1871.  Está en la Lista de medicamentos esenciales de la Organización Mundial de la Salud, los medicamentos más efectivos y seguros que se necesitan en un sistema de salud.  El costo mayorista en el mundo en desarrollo es de aproximadamente US$12,25 por botella de 5 ml.  En el Reino Unido, una sola dosis le cuesta al NHS alrededor de £0,43.  Tampoco es muy caro en los Estados Unidos.

## Otros animales
Algunas veces también se administra a mascotas en entornos de múltiples mascotas para determinar qué mascota necesita modificación de comportamiento. [cita requerida]